# Mehnagar
Mehnagar är en ort i Indien.   Den ligger i distriktet Āzamgarh och delstaten Uttar Pradesh, i den centrala delen av landet, 700 km sydost om huvudstaden New Delhi. Mehnagar ligger 84 meter över havet och antalet invånare är 14 897.
Terrängen runt Mehnagar är mycket platt. Runt Mehnagar är det tätbefolkat, med 881 invånare per kvadratkilometer. Det finns inga andra samhällen i närheten. Trakten runt Mehnagar består till största delen av jordbruksmark.